# هوهانس شارامبیان
هوهانس (وانیک) میهرانی شارامبیان (ارمنی: Հովհաննես (Վանիկ) Միհրանի Շարամբեյան؛ زاده ۱۸ اوت ۱۹۲۶ - درگذشته ۱۱ مهٔ ۱۹۸۶) نقاش اهل ارمنستان بود.

## زندگی‌نامه
وی در ۱۸ اوت ۱۹۲۶ در ایروان در به دنیا آمد و از کالج دولتی هنرهای زیبای پانوس ترلمزیان و انستیتو دولتی هنری و نمایشی ایروان فارغ‌التحصیل گشت. وی همچنین برنده جوایزی همچون چهره هنری شایسته ارمنستان شوروی و نقاش شایسته ارمنستان شوروی شد. وی در ۱۱ مهٔ ۱۹۸۶ در سن ۵۹ سالگی در ایروان درگذشت.

## نگارخانه

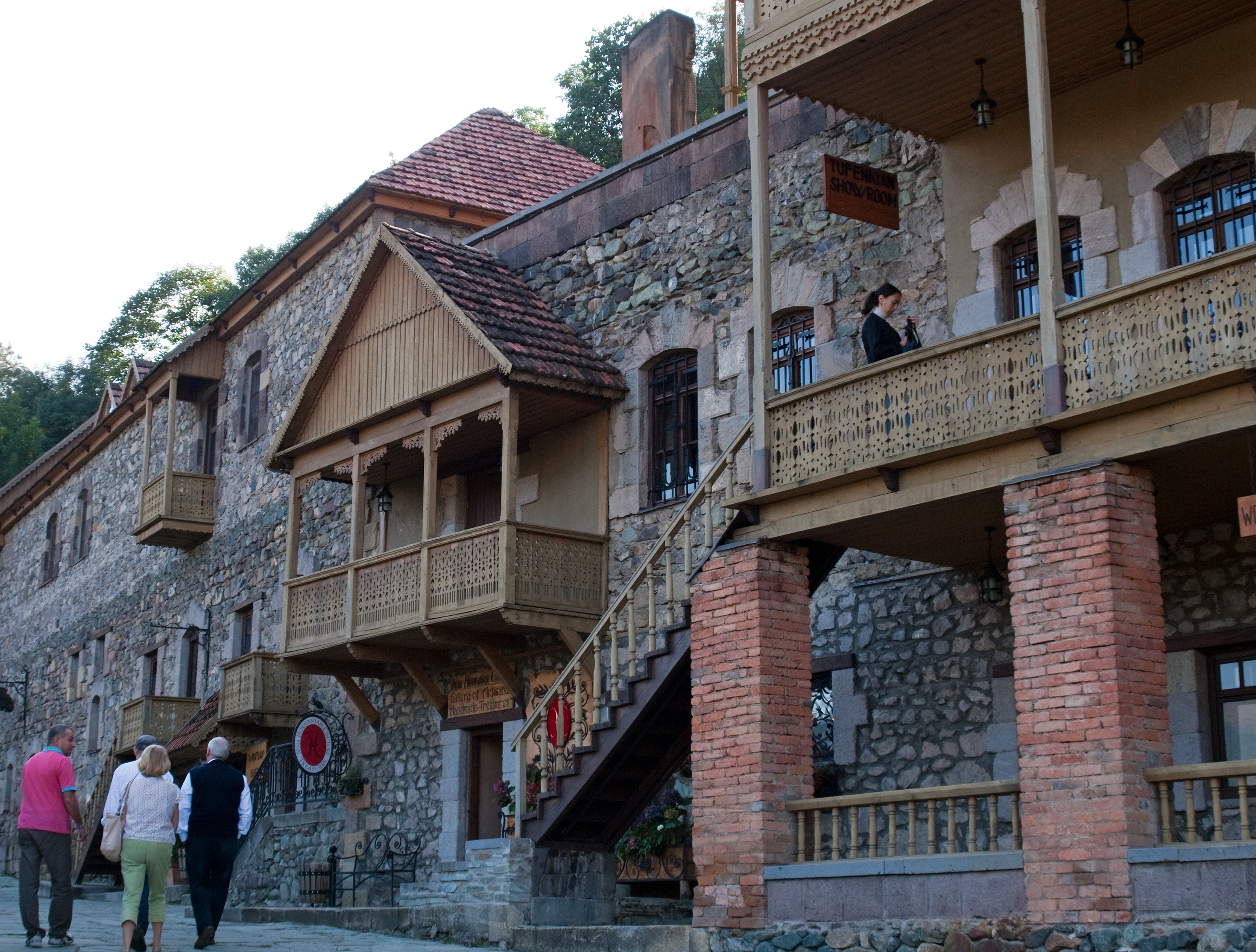
کوی قدیم به یادبود هوهانس شارامبیان، دیلیجان
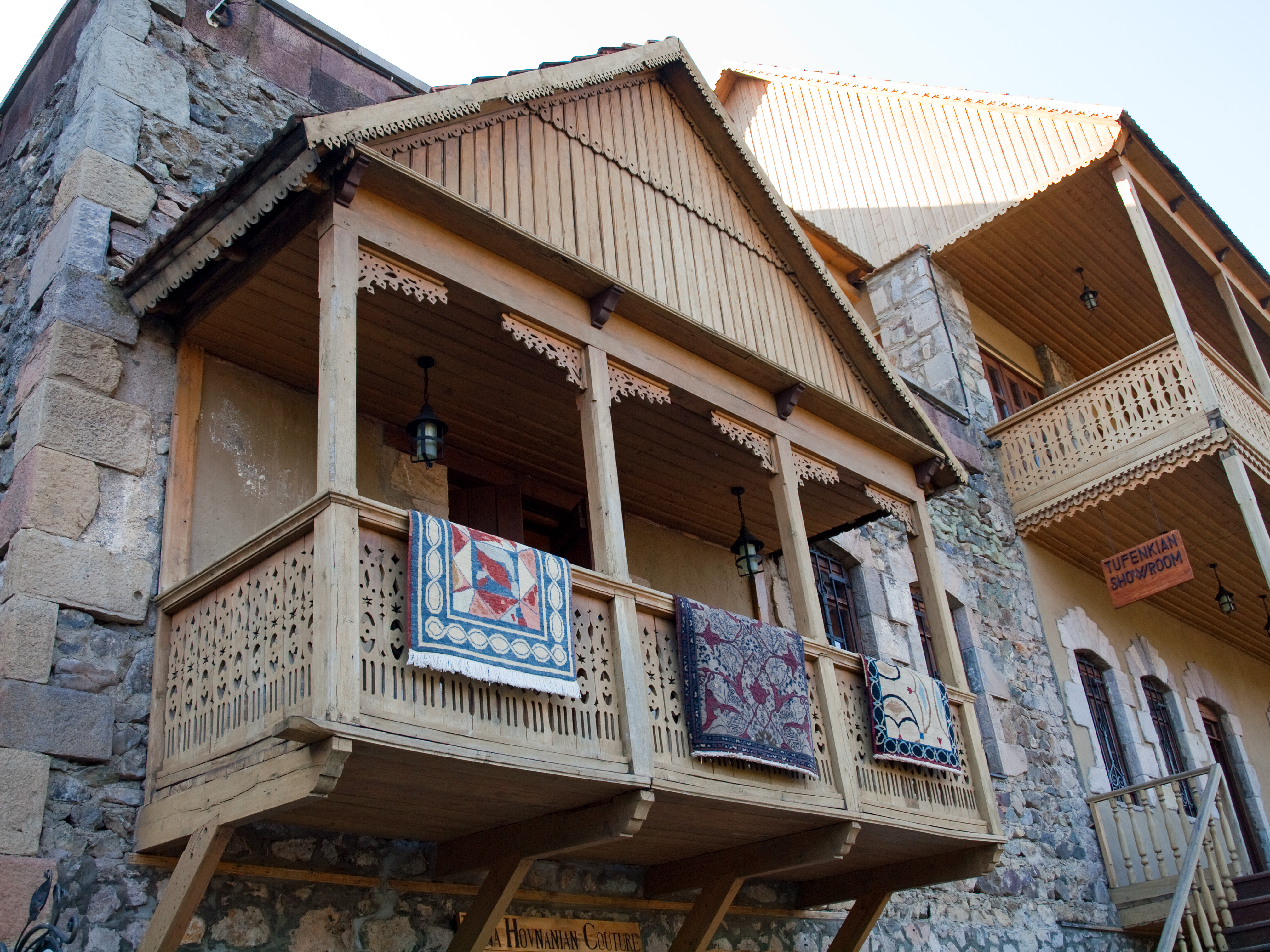
بالکن قالی ارمنی خانه کوی قدیمی به یادبود هوهانس شارامبیان، دیلیجان